# Tim Saunders
Tim Saunders és un poeta en llengua còrnica que també escriu poesia i periodisme en gal·lès, irlandès, bretó i còrnic. És resident a Cardiff però és d'origen còrnic. És un bard del Gorseth Kernow, historiador de la literatura i editor de The Wheel – una antologia de poesia moderna en còrnic 1850–1980. High Tide és una col·lecció dels seus poemes en còrnic dels anys 1974 a 1999. Saunders s'oposà al desenvolupament d'una forma escrita estàndard del còrnic.

## Llista seleccionada d'obres
- 1977: Teithiau (Cyfres y beirdd answyddogol). Y Lolfa. (Author)
- 1985: Gomebydd Arbennig. Y Lolfa. (Author)
- 1986: Cliff Preis: Darlithydd Coleg. Y Lolfa. (Author)
- 1994: Saer Swyn a Storiau Eraill o Gernyw. Gomer Press. (Author)
- 1999: The Wheel: An Anthology of Modern Poetry in Cornish 1850-1980. Francis Boutle Publishers. (Editor)
- 2003: Gol Snag Bud Ha Gwersyow Whath. Spyrys a Gernow. (Author)
- 2003: Cornish is Fun: An Informal Course in Living Cornish. Y Lolfa. (Translator)
- 2006: Nothing Broken: Recent Poetry in Cornish. Francis Boutle Publishers. (Editor)